# Доно 1-е
Доно́ 1-е (рос. Доно 1-е) — село у складі Калганського району Забайкальського краю, Росія. Входить до складу Донівського сільського поселення.

## Історія
Село Доно 1-е утворено 2013 року шляхом виділення зі складу села Доно.